# Duramold

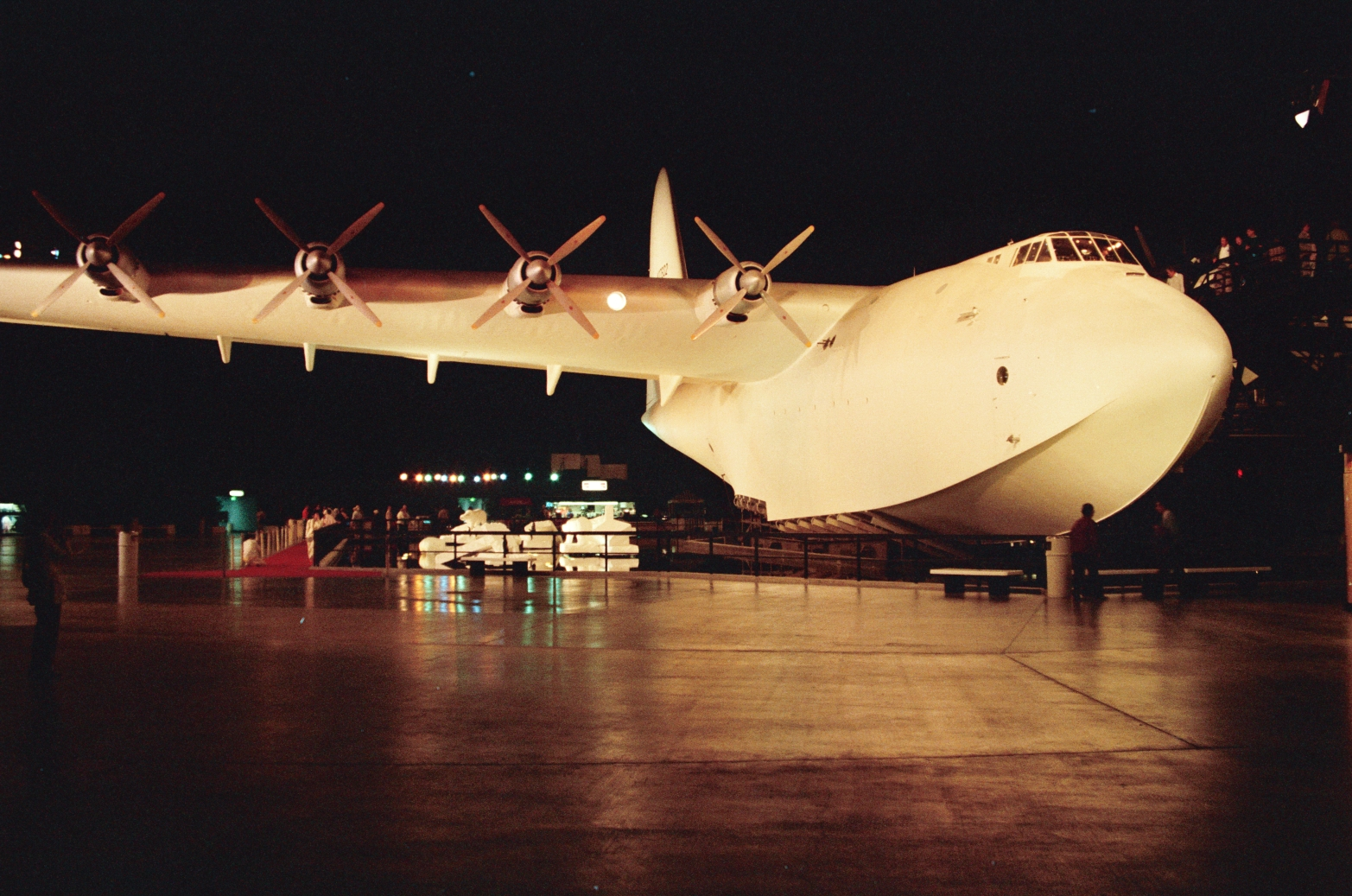
Хьюз H-4 Геркулес (Еловый Гусь), изготовленный из берёзовой фанеры Duramold.

Duramold — это композиционный материал, процесс изготовления которого разработан Виргиниусом Кларком. Берёзовые слои пропитываются фенольной смолой, так же как Haskelite, и прессуются совместно в пресс-форме при высокой температуре (138 °C) и давления для использования в качестве лёгкого конструкционного материала. Аналогично фанере, Duramold и другие лёгкие композитные материалы считались критичными в период дефицита материала в ходе Второй мировой войны, заменяя дефицитные алюминиевые сплавы и сталь
Материал имеет некоторые преимущества перед металлом по прочности, технологии и весу. Цилиндр, изготовленный из Duramold, на 80 % прочнее, чем цилиндр, изготовленный из алюминия. Насчитывается более 17 сортов Duramold, с использованием берёзы или тополя в разных соотношениях, при числе слоёв до семи. В процессе Duramold также используется для изготовления обтекателей самолётов и ракетной техники
Корпорация Fairchild Aircraft запатентовала технологический процесс AT-21 Gunner (NX/NC19131) как первого самолёта, сделанных с помощью процесса Duramold. Duramold используется в некоторых структурах нескольких самолётов, но крупнейший по размаху крыльев самолёт Хьюз H-4 Геркулес, был построен на этой технологии почти полностью.
Процессы Duramold и Haskelite были впервые разработаны в 1937 году. Процесс aeromold отличается тем, что спекается при низких 100 °F (37 °C) при обрезке и формировании, и 180 °F (82 °C) для сплавления участков после добавления смолы